# Мухоловка філіпінська
Мухоло́вка філіпінська (Muscicapa randi) — вид горобцеподібних птахів родини мухоловкових (Muscicapidae). Ендемік Філіппін. Вид названий на честь канадського зоолога Остіна Ренда.

## Опис
Довжина птаха становить 12,5-14 см. Голова і верхня частина тіла тьмяно-сіро-коричневі, навколо очей світлі кільця. Кінчики першорядних покривних пер крил і краї третьорядних махових пер охристі. Підборіддя і живіт білуваті, решта нижньої частини тіла попелясто-сіра, горло і верхня частина грудей легко поцятковавні темними плямками. Дзьоб темний, знизу біля основи жовтий.

## Поширення і екологія
Філіпінські мухоловки мешкають на острові Лусон на півночі Філіппінського архіпелагу, а також на островах Негрос і Самар. Вони живуть у вологих рівнинних тропічних лісах на висоті до 1000 м над рівнем моря, місцями на висоті до 1200 м над рівнем моря. Живляться комахами.

## Збереження
МСОП класифікує цей вид як вразливий. За оцінками дослідників, популяція філіпінських мухоловок становить від 10 до 20 тисяч птахів. Їм загрожує знищення природного середовища.